# 利奥·弗兰克案
利奥·弗蘭克案，是1915年發生於美國喬治亞州的一個著名私刑案件。猶太裔美國工廠管理者利奥·弗蘭克被控謀殺少女並定罪，於服刑期間被一群人劫走後吊死，因美國反猶太現象而受到注意。他在1986年被追溯赦免，對此佐治亞州赦免和假釋委員會表示是“努力彌補創傷”，但並未觸及有罪或無罪的問題。

## 背景
利奥·马克斯·弗兰克（Leo Max Frank），于1884年4月17日出生在美国德克萨斯州库埃罗的一个犹太人家庭。在他三个月大时，全家搬迁至纽约布鲁克林，在那里他度过了他的童年时光，并接受了小学和中学教育。1902年，弗兰克进入康奈尔大学，学习机械工程专业。1906年毕业后，他做过工匠和测试工程师，直到他应叔叔的邀请，于1908年进入美国国家铅笔公司（National Pencil Company）工作。1908年9月，他已升任至该公司亚特兰大工厂的主要负责人。
玛丽·范根于1899年6月1日出生在阿拉巴马州的弗洛伦斯。她的父亲早丧，家境也并不宽裕，世代务农为生。父亲去世后，玛丽的母亲举家搬迁了数次，直到嫁给了玛丽的继父约翰·威廉·科尔曼之后，才最终定居在亚特兰大城里。为贴补家用，玛丽10岁便辍学进入工厂做童工。1912年春，玛丽13岁时，进入了美国国家铅笔公司的亚特兰大工厂工作。她的薪水很低，每周工作55小时只能得到4.05美元的报酬。

## 谋杀案
1913年4月26日，刚刚被工厂辞退的玛丽找到弗兰克，希望能够讨回她本周工作应得的薪水1.20美元。弗兰克将薪水付给了她，然而他却是最后一个承认在玛丽死前看到过她的人。第二天凌晨，工厂的看守人在地下室里发现了她的尸体。全城的人们都为此案感到震惊：一个13岁的女孩被残忍地谋杀，并且疑似有被强奸的痕迹。警察对此案展开了迅速而细致的调查。

## 证据、证词和审判

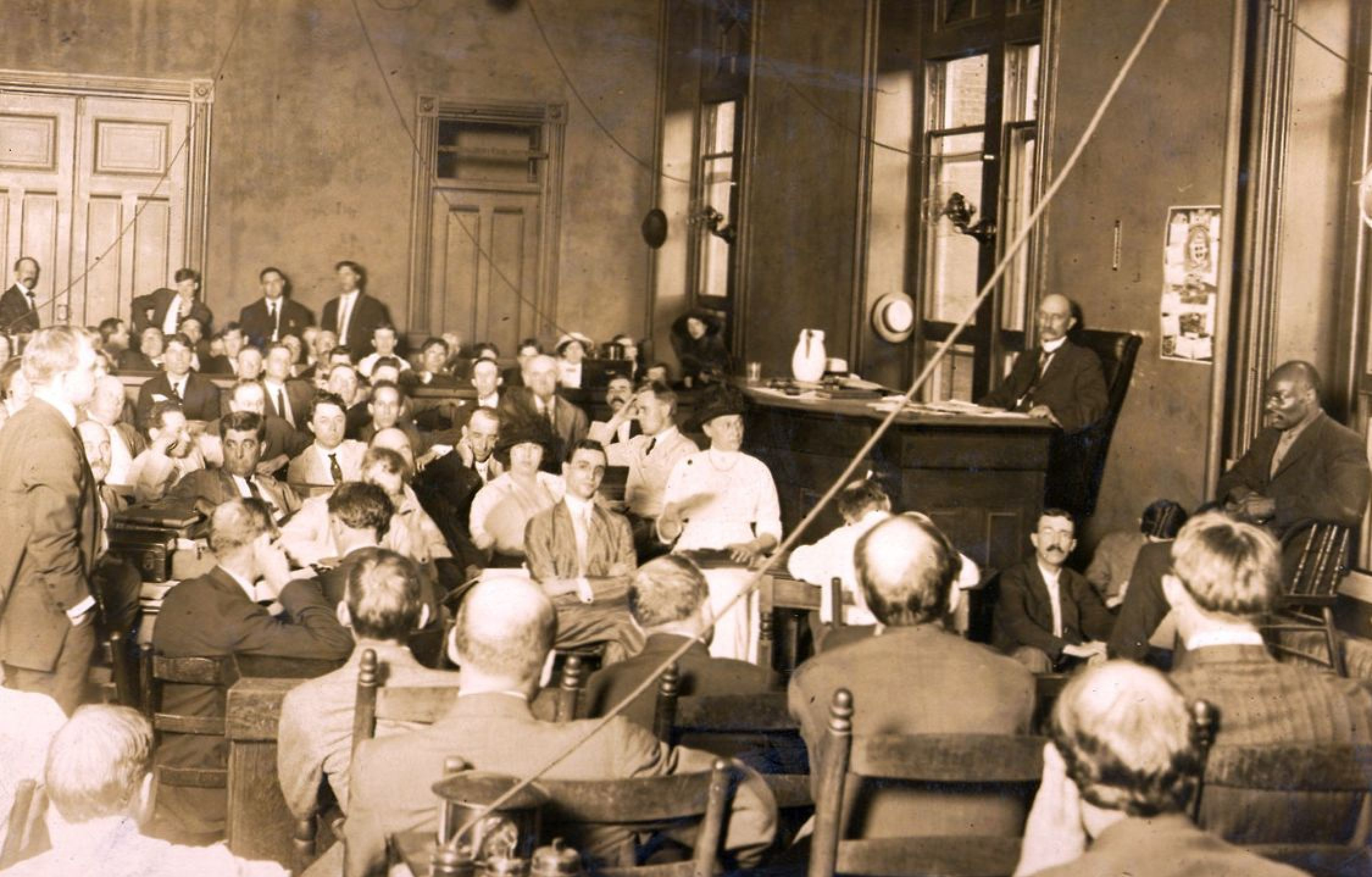
1913年7月28日，法庭上的弗蘭克坐於圖片中央。

经过警察和侦探的调查，众多不利于弗兰克的证据及证词被公布。玛丽的一名15岁的友人证明玛丽很害怕弗兰克，因为弗兰克曾经调戏并且侵犯过她。工厂的看门人也证明，弗兰克在当天表现得很紧张，并且曾经打电话询问工厂是否一切正常，这些都不符合他平常的行为。然而，弗兰克的家人和他本人都坚称他自己是清白的，并且在警方的调查过程中，证据和证词之间有相互矛盾之处，因此这些证词不能作为充足的给弗兰克定罪的条件。
工厂的清洁工吉姆·康利也因为有嫌疑而被逮捕，然而在讯问过程中，康利声称是弗兰克杀死了玛丽，而他本人按照弗兰克授意书写了玛丽身上留下的一张纸条。平克顿侦探和警察带着康利到案件发生的现场，让他描述案件发生的经过。尽管康利的证词与现场调查的结果有微小的出入，但是警方和侦探都没有发现证词中的这一缺陷。最终，康利的证词成为了给弗兰克定罪的确凿的证据，尽管事实上，70年后，知情人的叙述显示，康利本人才是真正的凶手。最终，当地法院判处弗兰克终身监禁。

## 劫狱及私刑处死
1915年8月16日晚10点，一伙训练有素、装备精良并自称是“玛丽·范根的卫士”的人到达了关押弗兰克的监狱。他们悄悄地切断了监狱的电话线，放空了监狱车辆的燃料，控制住了监狱的看守人，并将弗兰克从监狱中劫走。第二天早上7点左右，人们发现弗兰克在距离监狱300公里的一个村落中被吊死。直到2008年，这些劫狱者的全部姓名才被披露，其中不少是佐治亚州有名望的人士，甚至包括前执政官。

## 影响
弗兰克一案对佐治亚州，甚至是全美国都产生了很深远的影响。由于弗兰克的犹太人身份，再加上他曾是佐治亚州一个犹太人组织的领袖，这一事件被佐治亚州的犹太人理解为美国人对犹太人的仇恨和不公平对待。在弗兰克被私刑处死后，佐治亚州3,000名犹太人中的一半都离开了这个州。同时，犹太人也在佐治亚州遭到了抵制，美国人认为犹太人试图通过使用他们的财富来歪曲正义。即使是在今天，亚特兰大市的犹太人也没有完全从弗兰克案带来的创伤中恢复过来。
这一案件在佐治亚州和亚特兰大市受到市民特别的重视和关注也有其原因。在20世纪初，整个佐治亚州和亚特兰大市正处于从农业向工业转变的阶段，工人的薪水很低而工厂主获得了绝大部分的利润。工人阶层不满于工厂主对他们的剥削，这一不满情绪也加重了人们对弗兰克的仇恨。此外，在佐治亚州女性的地位相较于其他州一直是受到尊敬的，当时那里的人们认为侮辱、侵犯女性是最严重而不可饶恕的罪行之一。因此综合以上两个原因，弗兰克案产生了比普通凶杀案件更大、更深远的影响。

## 结局
1982年，当时弗兰克办公室中的勤务员阿朗佐·曼向记者透露了当时案件的真相。他在案发当天的中午12時5分看到吉姆·康利独自背着玛丽的尸体从梯子进入了地下室，但由于受到康利的威胁，他当时并没有在出庭作证时说出这一点。1986年，法院发表了对弗兰克做出赦免的声明，但这一声明中并未提及弗兰克是否有罪，只说到由于弗兰克被私刑处死，他作为美国公民的权利受到侵犯而法律没有给他应有的保护，因此他受到宽恕。此后，多个关于此案的纪念碑被建造，旨在让人们记住这一戏剧性而富有争议的案件。